# Belgrad
Belgrad (serb. Београд, Beograd [beǒɡrad], starożytne Singidunum, daw. Białogród, węg. Nándorfehérvár) – stolica i największe miasto Serbii położone na północy kraju przy ujściu Sawy do Dunaju; jugosłowiańskie miasto-bohater.

## Historia
Belgrad należy do najstarszych miast Europy. Jego długa i burzliwa historia sięga wstecz ponad 7000 lat. Ziemie między Sawą i Dunajem były zamieszkiwane jeszcze w paleolicie. Odkryte podczas prac archeologicznych w jaskini kamieniołomu Lesztanah w dzielnicy Czukarica liczne szczątki ludzkie (takie jak kości i czaszki neandertalczyków) pochodzą z początków paleolitu.
Pozostałości kultury z okresu późnego kamienia łupanego znaleziono w Vinczy, Czukaricy, na Żarkowie i w okolicach ujścia rzeki Sawy do Dunaju. Wskazuje to na to, że okolice Belgradu zamieszkiwane były przez liczne plemiona z epoki kamienia. Potwierdzają to odkrycia archeologiczne.
Wiele miast satelickich Belgradu powstało na miejscu prehistorycznych osad. Zlokalizowane w tym miejscu celtyckie osady plemienia Skordysków - Singidun (współcześnie na osiedlu Karaburma na prawym brzegu Dunaju w dzielnicy Palilula) i Taurunum (współcześnie dzielnica Zemun) – datuje się na III wiek p.n.e. W czasach rzymskich pierwsza z nich, pod nazwą Singidunum, była ważna ze względów strategicznych.
Pod nazwą Belgrad miasto było znane dopiero od IX wieku. W 1521 należący wtedy do Węgier Belgrad został zdobyty przez Turków i, poza krótką przerwą, gdy w latach 1718–1739 był posiadłością Habsburgów Austriackich, pozostawał w ich władaniu do 1878. Wtedy stał się stolicą niepodległej Serbii.
Od 1878 jest stolicą Serbii. Po wybuchu I wojny światowej stolicę przeniesiono do Niszu na południu kraju. Uczyniono to ze względów bezpieczeństwa – w tamtym okresie stolica leżała tuż przy austriackiej granicy, biegnącej na Dunaju i Sawie (do Austro-Węgier należało miasto Zemun, dzisiaj część Belgradu). Niecały miesiąc po wybuchu konfliktu Belgrad był już okupowany przez inwazyjne siły Austro-Węgier i Niemiec. W 1918 stolica ponownie wróciła do Belgradu. W latach 1918–1929 był stolicą Królestwa SHS, w latach 1929–1941 Jugosławii. W pierwszym dniu niemieckiej inwazji na Jugosławię, 6 kwietnia 1941 roku Belgrad został czterokrotnie zbombardowany przez ponad 230 bombowców. Miasto zostało w dużym stopniu zniszczone, a tylko podczas pierwszego nalotu 17 tysięcy cywili straciło życie. Miasto zostało wyzwolone 20 października 1944 roku przez Armię Czerwoną i partyzantów Tity. W okresie powojennym Belgrad stał się ponownie stolicą Jugosławii, a następnie w latach 2003–2006 Serbii i Czarnogóry, i od czerwca 2006 – Republiki Serbii.

## Geografia
Belgrad znajduje się w północnej części środkowej Serbii, na wzgórzach w okolicy ujścia Sawy do Dunaju. Z trzech stron miasto otacza region autonomiczny Wojwodina.
Kamienna forteca z czasów Imperium osmańskiego leżąca u ujścia Sawy do Dunaju nosi nazwę Kalemegdan. Centrum Belgradu znajduje się na prawym brzegu Dunaju. Po przeciwnej stronie tej rzeki zaczyna się Równina Banacka, ze słabo zaludnionymi przedmieściami. Między Sawą i Dunajem znajduje się jedna z nowszych dzielnic miasta – Nowy Belgrad (Novi Beograd), zaś w górze rzeki leży Zemun – dawna granica Turcji i państwa Habsburgów. Sawa oddziela Stare Miasto (Stari Grad) od Nowego Belgradu.

### Klimat
Belgrad leży w strefie wilgotnego klimatu subtropikalnego, z wpływem klimatu kontynentalnego. Jesienią i zimą często wieje bardzo mocny, południowo-wschodni wiatr koszawa, który pochodzi znad Afryki, wiejący w kierunku Węgier, trwający zwykle kilka dni.
| Miesiąc                                                                                    | Sty  | Lut  | Mar  | Kwi  | Maj  | Cze  | Lip  | Sie  | Wrz  | Paź  | Lis  | Gru  | Roczna |
| ------------------------------------------------------------------------------------------ | ---- | ---- | ---- | ---- | ---- | ---- | ---- | ---- | ---- | ---- | ---- | ---- | ------ |
| Średnie temperatury w dzień [°C]                                                           | 4.6  | 7.0  | 12.4 | 18.0 | 23.5 | 26.2 | 28.6 | 28.7 | 23.9 | 18.4 | 11.2 | 5.8  | 17,4   |
| Średnie dobowe temperatury [°C]                                                            | 1.4  | 3.1  | 7.6  | 12.9 | 18.1 | 21.0 | 23.0 | 22.7 | 18.0 | 12.9 | 7.1  | 2.7  | 12,5   |
| Średnie temperatury w nocy [°C]                                                            | -1.1 | -0.1 | 3.7  | 8.3  | 13.0 | 15.8 | 17.5 | 17.6 | 13.5 | 9.0  | 4.2  | 0.2  | 8,5    |
| Opady [mm]                                                                                 | 46.9 | 40.0 | 49.3 | 56.1 | 58.0 | 101  | 63.0 | 58.3 | 55.3 | 50.2 | 55.1 | 57.4 | 691    |
| Średnia liczba dni z opadami                                                               | 13   | 12   | 11   | 13   | 13   | 13   | 10   | 9    | 10   | 10   | 12   | 14   | 139    |
| Wilgotność [%]                                                                             | 78   | 71   | 63   | 61   | 61   | 63   | 61   | 61   | 67   | 71   | 75   | 79   | 68     |
| Średnie usłonecznienie [h]                                                                 | 72   | 102  | 153  | 188  | 242  | 261  | 291  | 274  | 204  | 163  | 97   | 65   | 2112   |
| Źródło: RHSoS (liczba dni z opadami dla wartości 0,1 mm, wysokość 132 m n.p.m., 1981-2010) |      |      |      |      |      |      |      |      |      |      |      |      |        |

## Struktura etniczna
W 2011 miasto liczyło 1 659 440 mieszkańców, z których 1 505 448 to Serbowie, 27 325 Romowie, 9 902 Czarnogórcy, 8061 Jugosłowianie, 7 752 Chorwaci, 6 970 Macedończycy, 5 328 Gorani, 3 996 Muzułmanie, 2 104 Słowacy, 1 810 Węgrzy, 1 596 Boszniacy, 1 539 Słoweńcy, 1 301 Rosjanie, 1 282 Rumuni,  252 Albańczycy, 1 188 Bułgarzy, 498 Niemcy, 418 Ukraińcy, 245 Rusini, 182 Wołosi, 172 Buniewcy, 17 083 inni. 38 971 osób nie zadeklarowało żadnej przynależności narodowej, 1289 osób wskazało przynależność regionalną, a 23 728 to osoby o nieznanej przynależności narodowej.

## Struktura wyznaniowa
Według spisu powszechnego z 2011 roku struktura wyznaniowa mieszkańców Belgradu wyglądała następująco:
| Religia                       | Liczebność |
| Prawosławie                   | 1 475 168  |
| Katolicyzm                    | 13 720     |
| Protestantyzm                 | 3 128      |
| Inne kościoły chrześcijańskie | 797        |
| Islam                         | 31 914     |
| Judaizm                       | 295        |
| Religie azjatyckie            | 541        |
| Inne religie                  | 741        |
| Agnostycy                     | 2 425      |
| Niewierzący                   | 40 657     |
| Nie udzieliło odpowiedzi      | 54 871     |
| Nieznana                      | 27 684     |
| Łącznie                       | 1 659 440  |

## Władze Belgradu

### Rada miasta Belgrad
Rada miasta Belgrad jest to organ, który spełnia podstawowe funkcje władzy lokalnej, regulowane w ustawie i statucie miasta. Rada ma 90 członków, których mieszkańcy wybierają w wyborach lokalnych. Kadencja rady miasta trwa 4 lata. Zbiera się ona co najmniej raz na trzy miesiące.

## Burmistrzowie Belgradu(od 2004r)
- Nenad Bogdanović – 2004 - 2007 (zmarł w czasie kadencji)[8]
- Zoran Alimpić – p.o. 2007 - 2008 (p.o.)
- Branislav Belić – 2008 - 2008 (p.o.)
- Dragan Đilas – 2008 - 2012, 2012 - 2013 (odwołany)[9]
- Zoran Alimpić – 2013 - 2013 (p.o.)
- Siniša Mali – 2013 - 2014 p.o., 2014 - 2018 (zrezygnował)[10]
- Andreja Mladenović – 2018 - 2018 (p.o.)
- Zoran Radojičić – 2018 - 2022
- Aleksandar Šapić – 2022 - 2023 (zrezygnował), 2023 - 2024 (p.o.), od 2024

## Gminy miejskie Belgradu

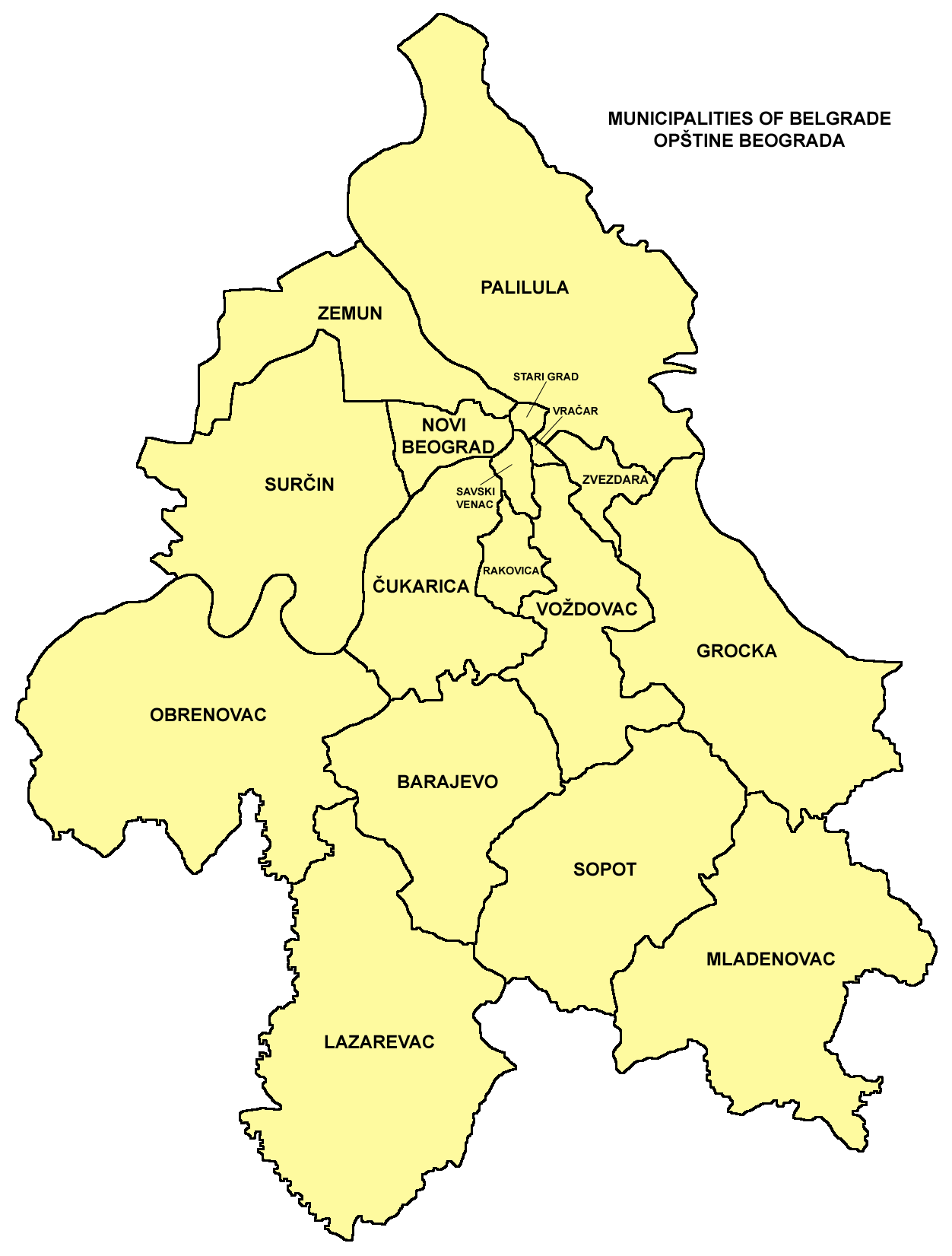
Dzielnice Belgradu

Belgrad stanowi część administracyjnie wydzielonej jednostki terytorialnej o nazwie Miasto Belgrad, podzielonej na gminy miejskie.
| Nazwa dzielnicy | Powierzchnia w km² | Liczba osad | Osady miejskie(Г) | Inne osady (О) |
| --------------- | ------------------ | ----------- | ----------------- | -------------- |
| Barajevo        | 13                 | 3           |                   | 3              |
| Voždovac        | 49                 |             |                   |                |
| Vračar          |                    |             |                   |                |
| Grocka          | 89                 | 5           |                   | 4              |
| Zvezdara        | 2                  |             |                   |                |
| Zemun           | 50                 |             |                   |                |
| Lazarevac       | 84                 | 4           |                   | 1              |
| Mladenovac      | 39                 | 2           |                   | 1              |
| Nowy Belgrad    | 1                  |             |                   |                |
| Obrenovac       | 10                 | 9           |                   | 8              |
| Palilula        | 47                 |             |                   |                |
| Rakovica        | 0                  |             |                   |                |
| Savski Venac    | 4                  |             |                   |                |
| Sopot           | 71                 | 7           |                   | 6              |
| Stari grad      |                    |             |                   |                |
| Surčin          | 89                 |             |                   |                |
| Čukarica        | 56                 |             |                   |                |
| Razem           | 604                | 166         | 27                | 139            |

## Kultura

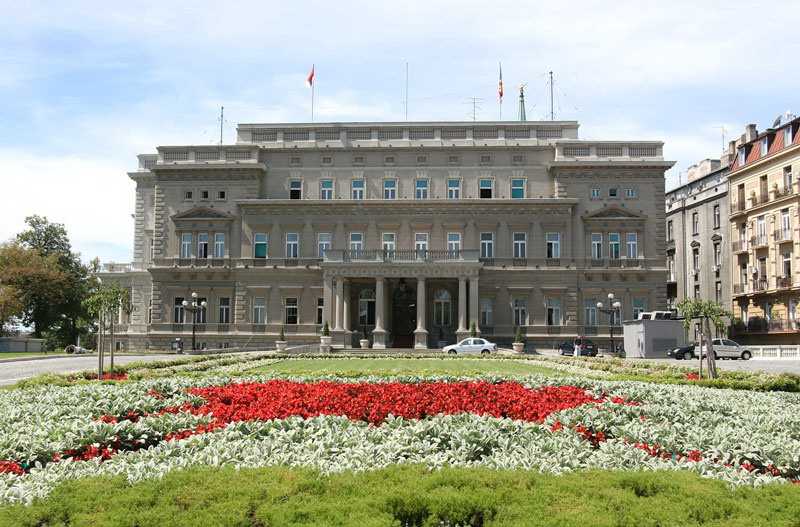
Stary Pałac (Stari Dvor) – budynek rady miejskiej

W Belgradzie co roku odbywają się liczne wydarzenia kulturalne, w tym FEST (Belgrade Film Festival), BITEF (Belgrad International Theatre Festival), BELEF (Belgrad Summer Festival), BEMUS (Belgrad Music Festival), Międzynarodowe Targi Książki, oraz Belgrade Beer Fest.
Jest to miasto, w którym żyli i tworzyli noblista Ivo Andrić, autor powieści Most na Drinie, a także Branislav Nušić, Miloš Crnjanski, Borislav Pekić i Mesa Selimović. Belgrad jest również stolicą kinematografii serbskiej. W 1995 Emir Kusturica zdobył Złotą Palmę w Cannes za film pt. Underground. Między innymi powstały tam takie filmy, jak: Piękna wieś pięknie płonie, Czarny kot, biały kot, Życie jest cudem.
Za czasów byłej Jugosławii miasto było muzycznym ośrodkiem New Wave. Niektórzy z reprezentantów to Idoli, Ekatarina Velika, Šarlo Akrobata i Električni Orgazam. Wtedy też powstały znane zespoły rockowe, np. Riblja Čorba, Bajaga i Instruktori, i Partibrejkers. Dziś istnieje duża scena hip-hop, z takimi wykonawcami, jak: Beogradski Sindikat, Škabo, Marcelo.
W Belgradzie znajduje się wiele teatrów, najważniejszy z nich to Teatr Narodowy, ale liczą się także Pozorište na Terazjama, Jugosłowiański Teatr Dramatyczny, Teatr Zvezdara i Atelier 212.
Biblioteka Narodowa Serbii znajduje się w centrum miasta. Inne ważniejsze biblioteki to Biblioteka Miasta Belgradu i Biblioteka Uniwersytecka w Belgradzie.
Belgrad ma dwa teatry operowe: Teatr Narodowy i Madlenianum Opera House.
Istnieje wiele zagranicznych instytucji kulturalnych w Belgradzie, w tym hiszpański Instituto Cervantes, niemiecki Goethe-Institut i francuski Centre Français Culturel, które znajdują się w centralnej strefie dla pieszych Knez Mihailova. Inne ośrodki kultury w Belgradzie to: American Corner, Austriackie Forum Kultury, British Council, chiński Instytut Konfucjusza, Canadian Cultural Center, Grecka Fundacja Kultury, włoskie Istituto Italiano di Cultura, Centrum Kultury Islamskiej Republiki Iranu oraz rosyjskie Centrum Nauki i Kultury.
W 2008 Belgrad był gospodarzem 53. Konkursu Piosenki Eurowizji. W 2009 miasto gościło letnią uniwersjadę.

### Muzea
- Najbardziej znanym muzeum w Belgradzie jest Muzeum Narodowe, założone w 1844. Znajduje się w nim ponad 400 tysięcy eksponatów (ponad 5600 obrazów i 8400 rysunków i grafik), w tym wiele zagranicznych.
- Muzeum Etnograficzne, założone w 1901, zawiera ponad 150 tysięcy eksponatów prezentujących wiejską i miejską kulturę na Bałkanach, a szczególnie w krajach byłej Jugosławii.
- Muzeum Sztuki Współczesnej posiada kolekcję około 35 tysięcy dzieł sztuki, w tym Andy Warhol, Joan Miró, Ivan Meštrović i innych od 1900.
- Muzeum Wojskowe ma ponad 25 tysięcy eksponatów począwszy od okresu rzymskiego. Znajdują się w nim również części samolotu F-117 Nighthawk zestrzelonego przez Wojsko Serbskie[14][15].
- Muzeum Lotnictwa w Belgradzie ma ponad 200 samolotów, z których 50 jest wystawionych.
- Muzeum Nikoli Tesli, założone w 1952, przechowuje osobiste przedmioty Nikoli Tesli. Od jego nazwiska powstała jednostka Tesla.
- Ostatnie z najistotniejszych muzeów to Muzeum Vuka i Dositeja, które prezentuje życie, pracę i dziedzictwo Vuk Stefanovicia Karadžicia, reformatora serbskiego języka literackiego oraz Dositeja Obradovicia, pierwszego serbskiego ministra edukacji.
- Muzeum Sztuki Afrykańskiej, powstałe w 1977 posiada bogatą kolekcję sztuki z Afryki Zachodniej.

W Filmotece Jugosłowiańskiej znajduje się około 95 tysięcy kopii filmów rodzimych i zagranicznych. Jest to największa filmoteka w regionie i zalicza się do dziesięciu największych archiwów tego typu na świecie.

### Architektura

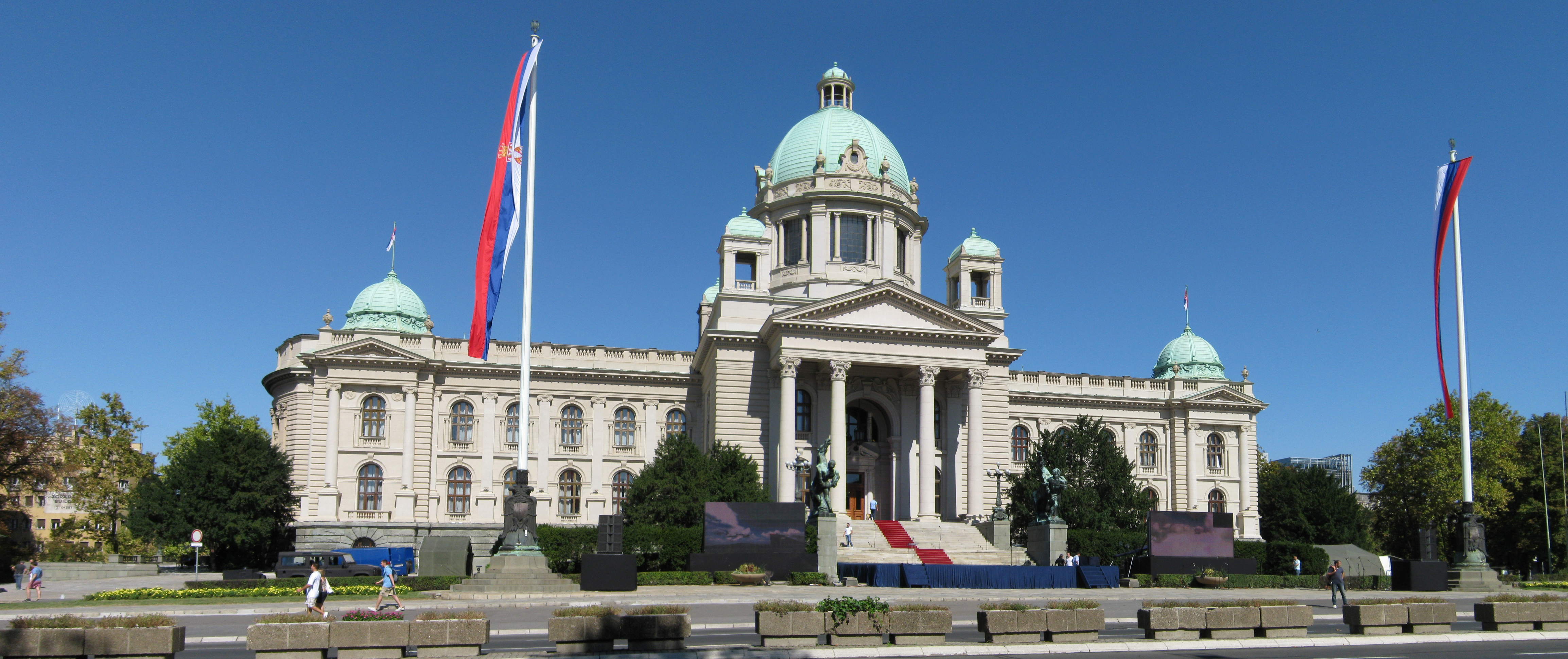
Budynek Parlamentu Serbii

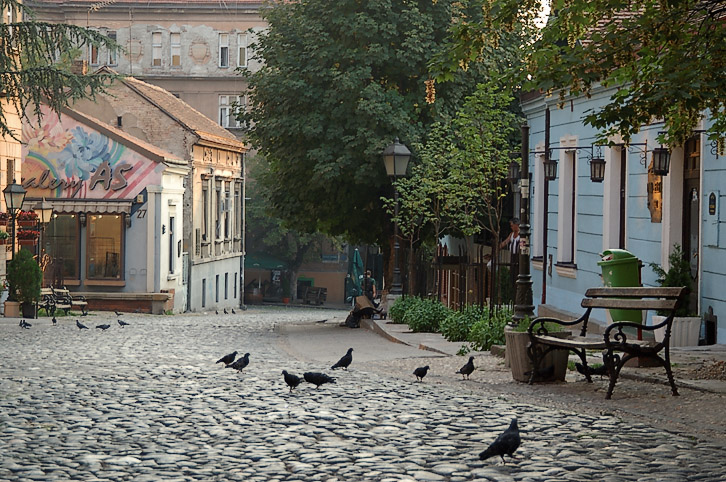
Ulica Skadarska

Belgrad ma zróżnicowaną architekturę. Dzielnica Zemun, która była kiedyś odrębnym miastem, ma starówkę o zabudowie typowej dla miast Europy centralnej z XIX wieku i nieco późniejszej. Najstarsze zabytki architektury znajdują się w twierdzy Kalemegdan, której korzenie sięgają III wieku p.n.e. W centrum Belgradu zachowały się jedynie budynki z XVIII wieku ze względu na liczne wojny i zniszczenia. Architektura ta pochodzi z okresu transformacji miasta i przejścia od wpływów orientalnych do neoklasycyzmu, romantyzmu i elementów sztuki akademickiej. Serbscy architekci zaprojektowali w XIX wieku: Teatr Narodowy, Stary Pałac w Belgradzie dynastii Obrenowiciów (obecnie budynek rady miejskiej), konak księcia Miłosza, Cerkiew katedralna świętego Michała Archanioła oraz w XX wieku: gmachy Zgromadzenia Narodowego i Muzeum Narodowowego pod wpływem secesji. Elementy architektury neobizantyjskiej odnaleźć można w budynkach Fundacji Vuka i starej poczty przy ulicy Kosowskiej. Przykłady architektury sakralnej z tego okresu to cerkiew św. Marka oraz cerkiew św. Sawy, jedna z największych na świecie świątyń prawosławnych.
W okresie rządów Tity powstawały architektura brutalistyczna, skoncentrowana głównie w dzielnicy Nowy Belgrad, np. Genex Tower oraz architektura modernistyczna, np. budynki Beograđanka i Ušće Tower.

### Turystyka

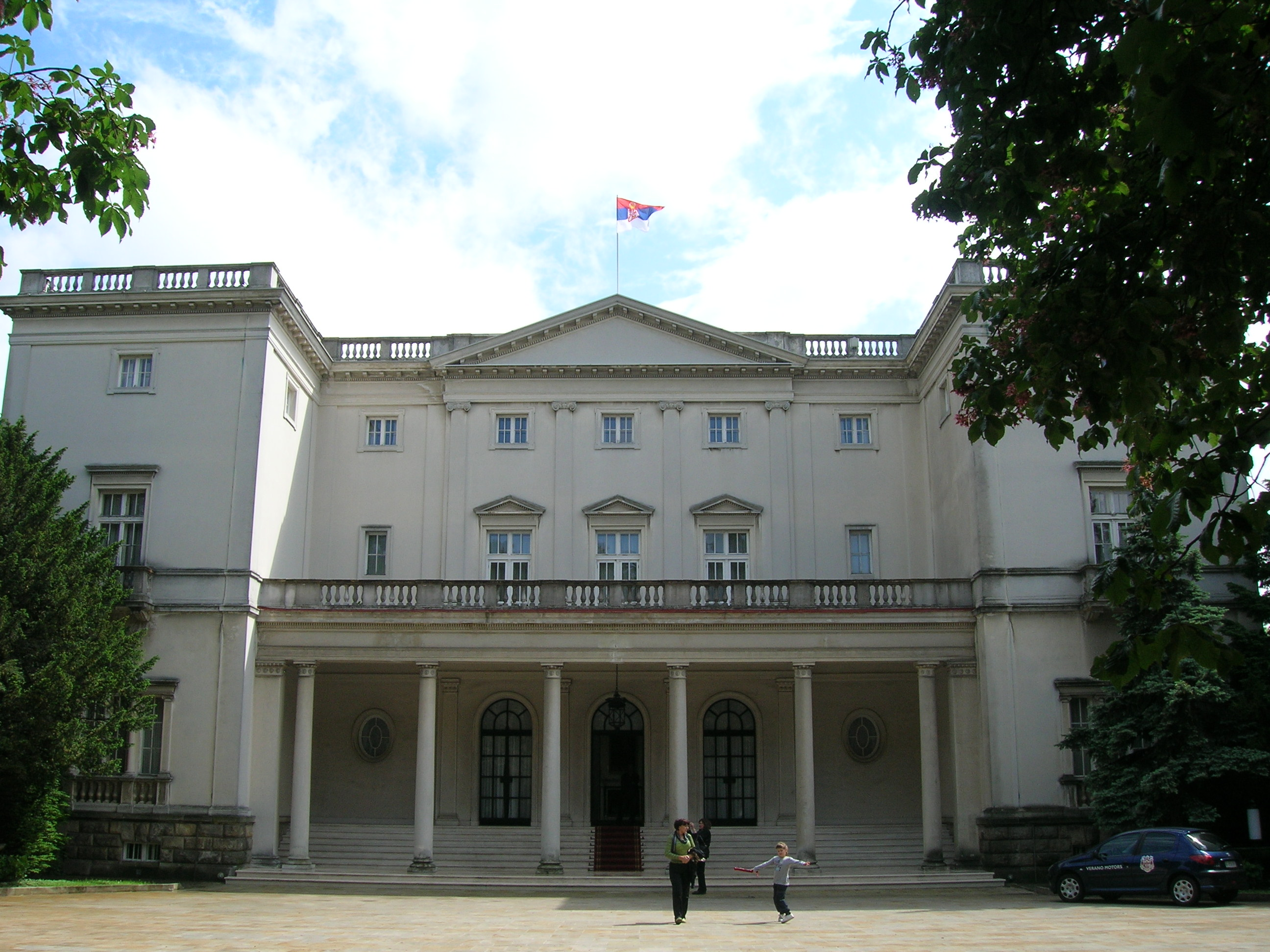
Beli Dvor, dwór królewski

Szlak turystyczny Belgradu obejmuje Skadarliję, starą, malowniczą uliczkę ze stylowymi restauracjami i kawiarniami, miejsce przesiadywania belgradzkiej bohemy, Muzeum Narodowe i przyległy doń Teatr Narodowy, zabytkowy Zemun nad Dunajem, Plac Nikoli Pasića nieopodal parlamentu, Terazije, plac i ulicę w centrum miasta, Plac Studentów obok rektoratu Uniwersytetu Belgradzkiego, twierdzę Kalemegdan przy ujściu Sawy do Dunaju, gdzie się również znajduje zoo belgradzkie, deptak Knez Mihailova i okolice, Parlament Serbii, cerkiew św. Sawy, Stary Pałac w Belgradzie dynastii Obrenoviciów. Z dwustumetrowej Avala TV Tower na wzgórzu o tej samej nazwie (niedaleko Grobu Nieznanego Żołnierza) roztacza się panorama miasta. Atrakcją turystyczną miasta jest również mauzoleum Josipa Broza Tity o nazwie Kuća Cveća (Dom Kwiatów) w pobliżu wzgórz Topčider i Košutnjak obrośniętych lasami, gdzie wypoczywają mieszkańcy Belgradu.
Beli Dvor (Biały Pałac), dwór królewski dynastii Karadziordziewiciów udostępniony jest dla zwiedzających poza porą zimową, a bilety wstępu można nabyć w Organizacji Turystycznej Belgradu. W pałacu znajduje się wiele cennych dzieł sztuki, w tym obrazy Rembrandta, Nicolasa Poussina i Franza Xavera Winterhaltera.
Ada Ciganlija, kiedyś wyspa na rzece Sawie, obecnie połączona z miastem jest kompleksem wypoczynkowo-sportowym nad zalewem utworzonym na rzece z ponad 7 km plażą. Belgradczycy wypoczywają tam w upalne lata, korzystając z kajaków, rowerów i nart wodnych, a także z obiektów sportowych różnych dyscyplin, jak: kolarstwo, golf, piłka nożna, koszykówka, siatkówka, rugby, baseball i tenis. Dostępne są również skoki z bungee i paintball. Wokół zalewu znajdują się kawiarnie i kluby czynne latem całą dobę, organizujące koncerty i nocne imprezy plażowe.
Belgrad ma 16 wysp na obu rzekach, a niektóre z nich pozostają rezerwatami przyrody, np. Wielka Wyspa Wojenna, która jest ostoją dzikich zwierząt i prawie 200 gatunków ptactwa, a także roślinności. Wyspa ma status rezerwatu przyrody.
Ciekawe do zwiedzenia są również obiekty sakralne, takie jak: Synagoga w Belgradzie, Meczet Bajrakli, katolicka Katedra Najświętszej Maryi Panny, konkatedra Chrystusa Króla.
W 2013 roku stolicę Serbii odwiedziło 640 tys. turystów, z czego 520 tys. to turyści zagraniczni, głównie ze Słowenii, Niemiec, Chorwacji, Bośni i Hercegowiny oraz Rosji, a 120 tys. to odwiedzający krajowi. Sześć lat później Belgrad odwiedziło 1,25 mln turystów.

### Nocne życie

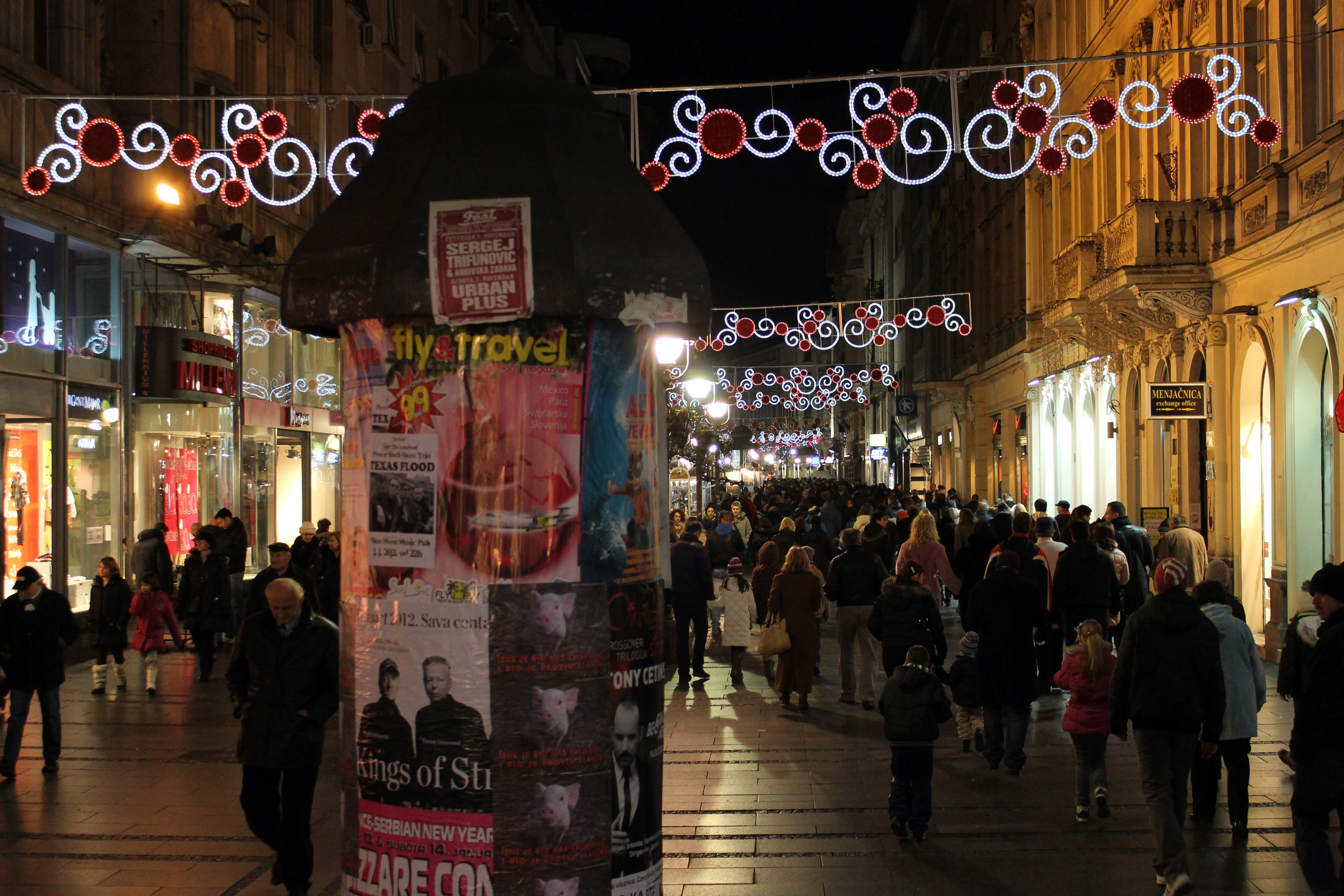
Knez Mihailova nocą (styczeń 2012)

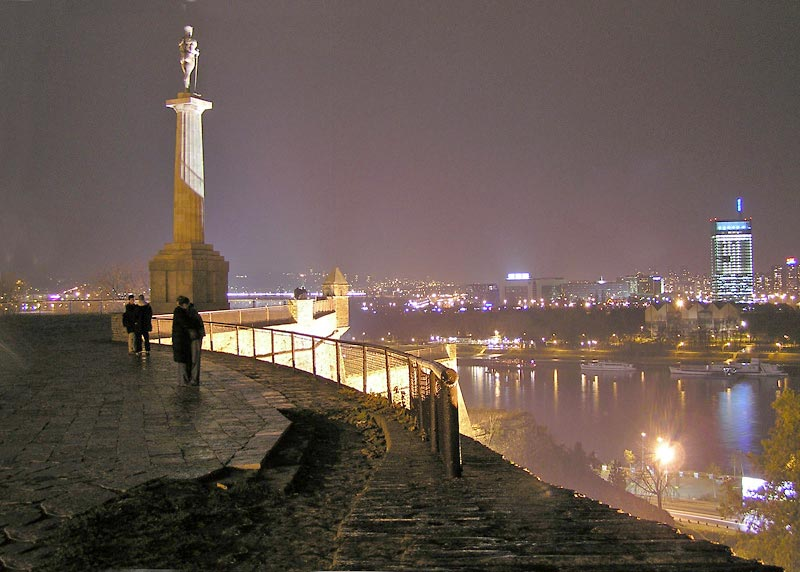
Belgrad nocą

Belgrad jest miastem nocnych klubów, gdzie codziennie odbywają się liczne koncerty i nocne imprezy. Jedno z najpopularniejszych miejsc, gdzie koncentruje się nocne życie, rozciąga się wzdłuż brzegów Sawy i Dunaju na tzw. splavovi – barkach przymocowanych do nabrzeży. Każda barka jest nocnym klubem, restauracją albo kawiarnią. Są niewielkie barki mieszczące kilkadziesiąt osób lub wielkie, na których odbywają się koncerty i mają funkcję dyskotek.
Słynne kluby alternatywne to Akademija i KST (Klub Studenata Tehnike) mieszczące się w podziemiach wydziałów politechnicznych Uniwersytetu w Belgradzie oraz SKC (Studentski Kulturni Centar). W Studenckim Centrum Kultury często odbywają się, poza koncertami znanych zespołów lokalnych i zagranicznych, wystawy artystyczne, a także publiczne debaty i dyskusje.
Skadarlija, zabytkowa dzielnica bohemy, gromadzi od XIX wieku artystów w tradycyjnych restauracjach serbskich (tzw. kafana), gdzie można usłyszeć stare romanse, muzykę ludową czy cygańską. Znajduje się tam również najstarszy serbski browar piwa, założony w pierwszej połowie XIX wieku. Najstarszym lokalem w mieście jest restauracja „?”, założona przez księcia Miłosza w 1823 roku, słynąca z tradycyjnej serbskiej kuchni.
The Times stwierdził, że najlepsze życie nocne w Europie można znaleźć w „buczącym” Belgradzie, a Lonely Planet w 2009 umieścił Belgrad na pierwszym miejscu wśród dziesięciu najbardziej „imprezowych” miast świata.

## Edukacja i nauka

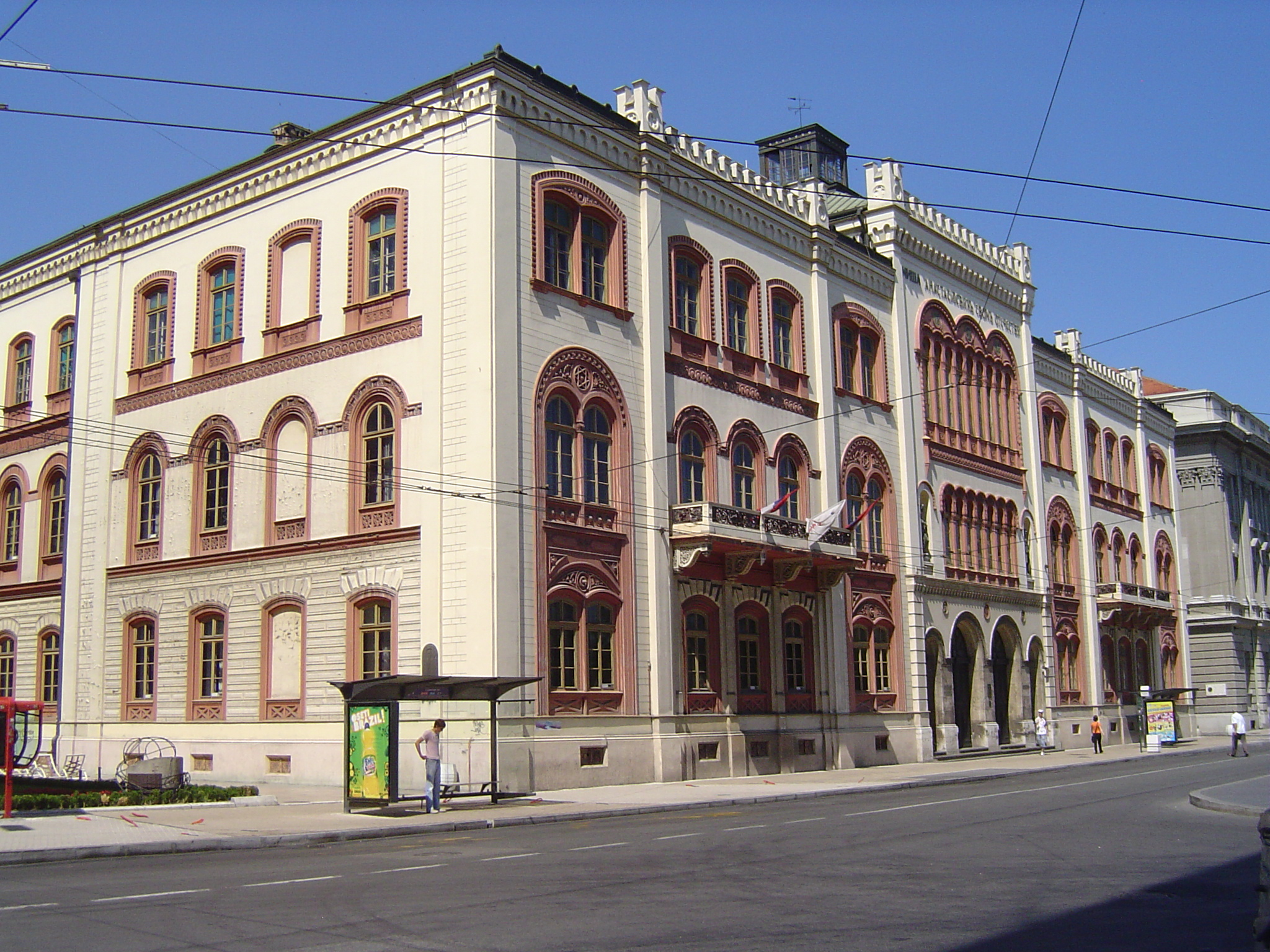
Rektorat Uniwersytetu Belgradzkiego

Belgrad ma dwa państwowe uniwersytety i kilka prywatnych. Uniwersytet Belgradzki założony w 1808 przez Dositeja Obradovicia jest najstarszą uczelnią w Serbii i jedną z największych w Europie pod względem liczby studentów. Obecnie uczy się tu ok. 90 tysięcy studentów, a Biblioteka Uniwersytecka w Belgradzie liczy ponad 1,5 mln tomów. Uniwersytet Megatrend to największa uczelnia niepubliczna w Belgradzie.
Akademia Sztuk w Belgradzie jest najważniejszą uczelnią artystyczną Serbii.
Serbska Akademia Nauk i Sztuk założona w 1886 jako Królewska Serbska Akademia Nauk jest główną instytucją naukowo-badawczą w Serbii.
Miasto posiada 195 szkół podstawowych i 85 szkół średnich, w których uczy się 230 tysięcy uczniów. Szkolnictwo zajmuje ponad 500 budynków w mieście.

## Sport

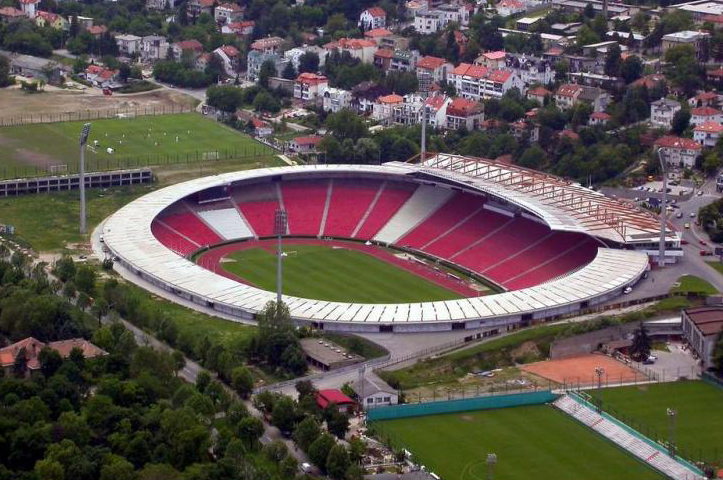
Marakana z lotu ptaka

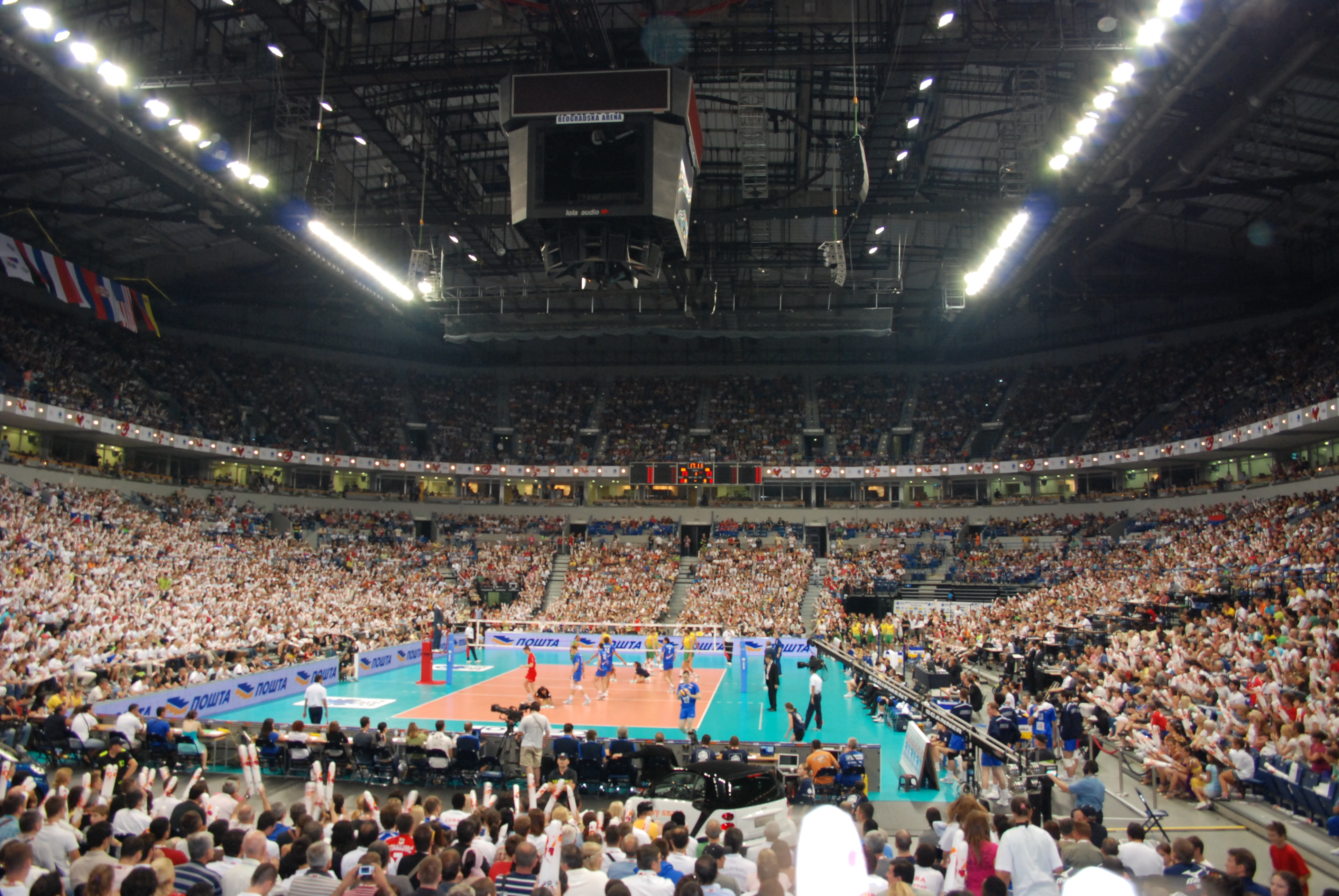
Mecz w Belgradzkiej Arenie

W Belgradzie istnieje około tysiąc obiektów sportowych, które służyły wielokrotnie międzynarodowym wydarzeniom sportowym. W 1973 roku odbyły się tam mistrzostwa świata w pływaniu, a w XXI wieku – Mistrzostwa Europy w Koszykówce 2005, Mistrzostwa Europy w piłce siatkowej mężczyzn 2005, Mistrzostwa Europy w piłce wodnej mężczyzn 2006 i Olimpijski Festiwal Młodzieży Europy 2007. Belgrad to także miasto Letniej Uniwersjady w 2009.
Najbardziej znanymi klubami sportowymi miasta są FK Crvena zvezda oraz FK Partizan. Dwa główne stadiony w Belgradzie to Marakana (stadion klubu Czerwona Gwiazda) i stadion klubu Partyzant. Rywalizacja między Czerwoną Gwiazdą i Partyzantem jest jedną z najbardziej spektakularnych na świecie i stała się znana jako „Wieczne Derby”.
Belgradzka Arena, jedna z największych w Europie hal widowiskowo-sportowych jest miejscem gdzie odbyły się np. wielokrotnie Puchar Davisa, Mistrzostwa Europy w Piłce Siatkowej Mężczyzn 2005, Letnia Uniwersjada 2009, Mistrzostwa Europy w Koszykówce Mężczyzn 2009 (eliminacje), Fed Cup 2009, Euroliga 2008-09 itd.
Belgrad ma znanych tenisistów, takich jak Ana Ivanović, Jelena Janković i Novak Đoković. Serbska drużyna narodowa wygrała Puchar Davisa 2010.

## Transport

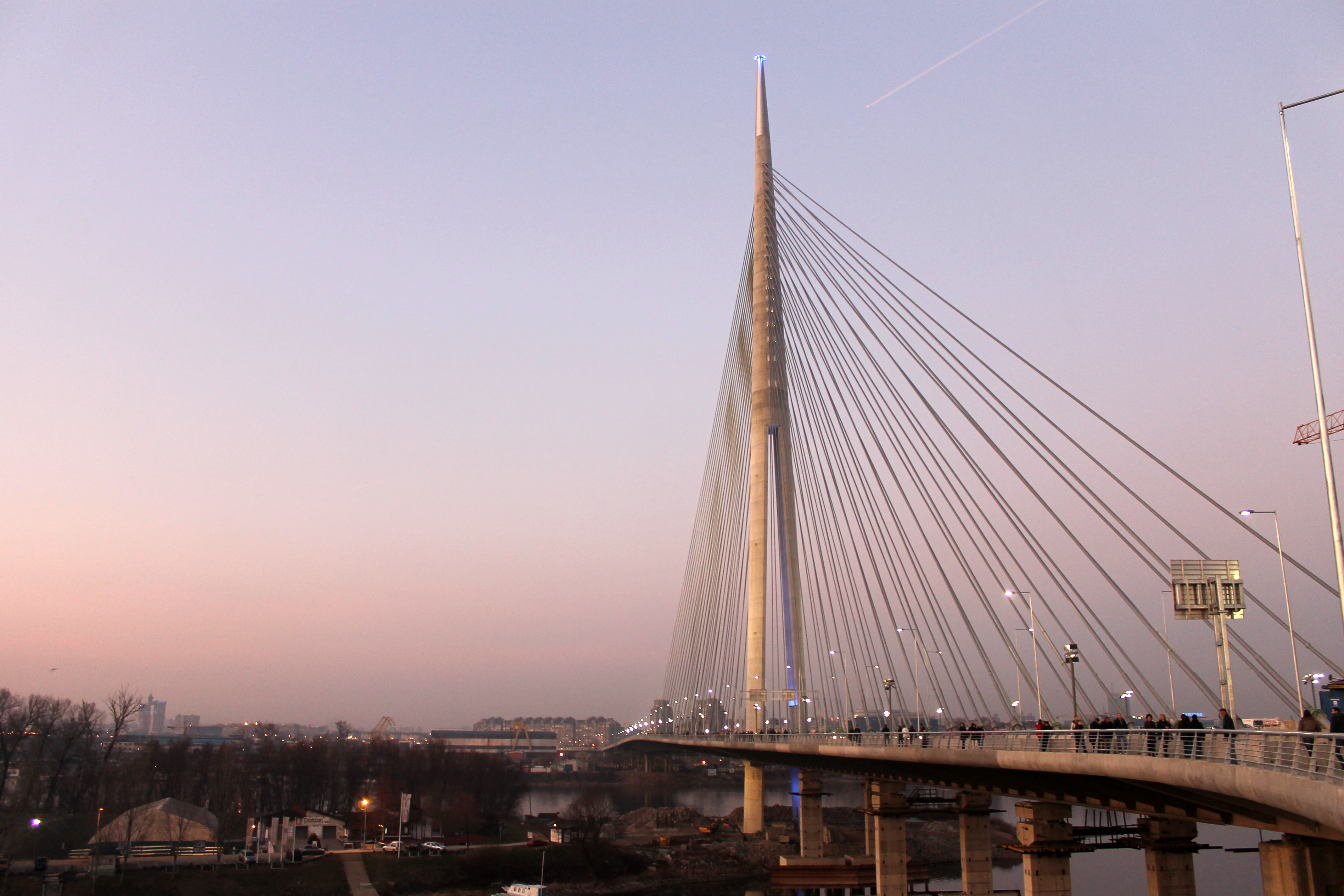
Zachód słońca nad Mostem nad Adą Ciganliją (styczeń 2012)

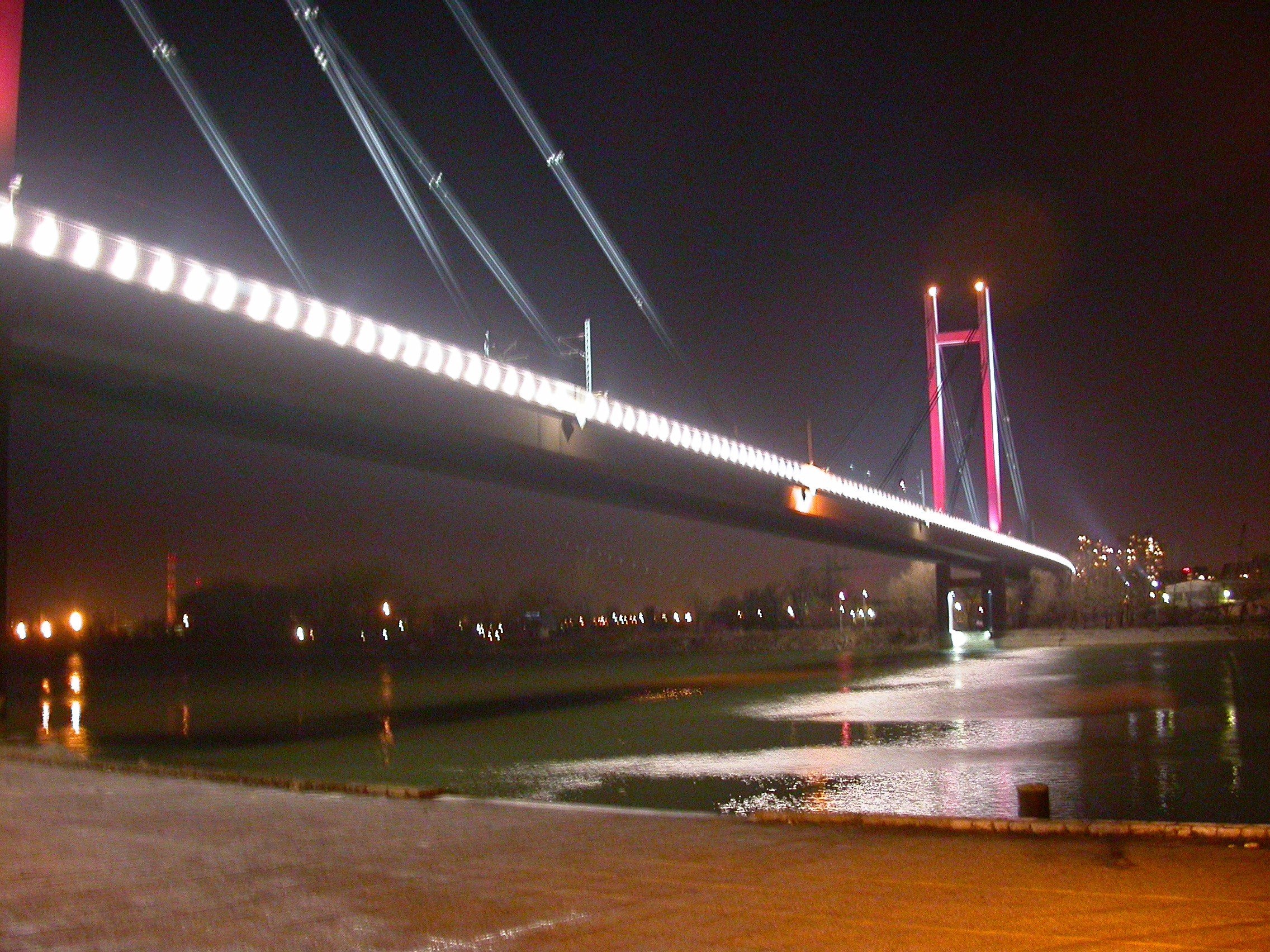
Most kolejowy w Belgradzie

System transportu publicznego w Belgradzie stanowią połączenia autobusowe (118 linii miejskich i ok. 300 linii podmiejskich), tramwajowe (12 linii) i trolejbusowe (8 linii). Belgrad posiada również sieć kolei podmiejskich Beovoz. Centralny dworzec kolejowy łączy Belgrad z innymi stolicami europejskimi i miastami w Serbii. Głównym środkiem komunikacji pozamiejskiej są autobusy. Metro belgradzkie jest w budowie. Do chwili obecnej ukończono dwie stacje, które zostały otwarte w 2010.
Miasto jest ulokowane wzdłuż paneuropejskich korytarzy transportowych X i VII. System autostrad umożliwia łatwy dostęp do Nowego Sadu (69 km) i Budapesztu (316 km) (północ), do Niszu (201 km) (południe) i do Zagrzebia (365 km) (zachód). Belgrad ma siedem mostów, a główne to Brankov Most, Most Gazela i Most nad Adą Ciganliją.
Na Dunaju znajduje się Port Belgradzki, który umożliwia pasażerski i towarowy transport wodny.
Lotnisko Nikoli Tesli w Belgradzie (IATA: BEG) jest położone 12 km od centrum w pobliżu Surčina.

## Urodzeni w Belgradzie
- Aleksandar Atanasijević – serbski siatkarz
- Novak Đoković – serbski tenisista
- Ana Ivanović – serbska tenisistka
- Jelena Janković – serbska tenisistka
- Nikola Milenković – serbski piłkarz

## Miasta partnerskie
- Ateny, Grecja
- Banja Luka, Bośnia i Hercegowina
- Berlin, Niemcy
- Chicago, Stany Zjednoczone
- Coventry, Wielka Brytania
- Düsseldorf, Niemcy
- Hawana, Kuba
- Kijów, Ukraina
- Korfu, Grecja
- Lahaur, Pakistan
- Lublana, Słowenia
- Madryt, Hiszpania
- Mediolan, Włochy
- Moskwa, Rosja
- Pekin, Chiny
- Prnjavor, Bośnia i Hercegowina
- Rzym, Włochy
- Shenzhen, Chiny
- Skopje, Macedonia Północna
- Tel Awiw-Jafa, Izrael
- Wiedeń, Austria